# Цястонь, Владислав
Владислав Цястонь (пол. Władysław Ciastoń; 16 декабря 1924, Краков — 4 июня 2021, Варшава) — польский генерал, начальник Службы безопасности МВД ПНР в 1981—1986, заместитель министра внутренних дел ПНР до 1987 года. Играл видную роль в политических репрессиях режима ПОРП. Возглавлял органы госбезопасности в период социально-политического кризиса и силового противоборства 1980-х годов. После смены общественно-политической системы в Польше неоднократно привлекался к судебной ответственности, но осуждён только в 2018 году.

## Офицер госбезопасности

### В региональных управлениях
Начальную школу Владислав Цястонь окончил в Кракове. В годы нацистской оккупации учился в химическом техникуме. С 1942 продолжал образование в Варшавском политехническом университете. После окончания войны в июне 1945 переехал во Вроцлав, намеревался поступить во Вроцлавский технологический университет, однако изменил свои планы.
С января 1945 Владислав Цястонь состоял в правящей компартии ППР, с 1948 — ПОРП. По партийному набору в июле 1945 он поступил на службу в Министерстве общественной безопасности (МОБ). Первоначально служил в следственном отделе Вроцлавского городского управления, с ноября 1948 по август 1949 — следователь Болеславецкого повятского управления, затем снова во Вроцлаве.
Как офицер МОБ Владислав Цястонь специализировался на «экономической безопасности» и репрессиях в отношении крестьян-единоличников и членов Польской народной партии Станислава Миколайчика. Был известен жёсткими методами, в том числе применением пыток. Политически придерживался ортодоксальных сталинистских взглядов.

### В центральном аппарате
В декабре 1949 — июне 1954 служил в Варшаве в центральном аппарате МОБ. Был заместителем начальника IV департамента (в то время — «защита национальной экономики»).
После расформирования МОБ Владислав Цястонь служил в аналогичных функциях в Комитете общественной безопасности. При создании новой системы МВД ПНР перешёл в Службу безопасности ПНР (СБ). С января 1957 в звании майора — заместитель начальника III департамента МВД («борьба с антигосударственной деятельностью»).

### Отставка и возвращение
Процессы польской десталинизации вынудили Владислава Цястоня уйти со службы в МВД. С 1959 по 1971 работал в Институте математических машин Польской академии наук. Получил докторскую степень по химии во Вроцлавском технологическом университете.
В 1971 Владислав Цястонь вернулся в СБ. Занимал видный пост заместителя начальника III департамента (начальниками являлись Станислав Моравский и Адам Кшиштопорский). В 1979 возглавил Департамент IIIA по контролю над экономикой. Был сторонником жёсткой линии заместителя министра внутренних дел Богуслава Стахуры. Имел воинское звание генерала бригады.
В 1980—1981 генерал Цястонь выступал за силовое подавление профсоюза Солидарность. Его департамент курировал оперативные мероприятия на заводах, противостоял производственным ячейкам «Солидарности». 16 августа 1980, наряду с генералом Юзефом Беймом (гражданская милиция) генерал Цястонь стал заместителем генерала Стахуры в оперативном штабе МВД Lato 80.

## Начальник СБ

### При военном положении
В ноябре 1981 года Владислав Цястонь занял пост начальника СБ МВД ПНР. После введения военного положения 13 декабря 1981 генерал Цястонь организовывал лагеря интернирования, руководил арестами активистов «Солидарности». Как руководитель госбезопасности Цястонь принадлежал к ближайшим сподвижникам главы карательного аппарата — министра внутренних дел ПНР Чеслава Кищака, члена Военного совета национального спасения.
С деятельностью Цястоня связывается ряд тайных убийств, совершённых «неизвестными преступниками» (nieznani sprawcy). Среди погибших в 1982—1984 — активист оппозиционной молодёжи Эмиль Барчаньский; лидеры региональных организаций «Солидарности» Рышард Ковальский, Богуслав Подборончиньский, Тадеуш Фронс, Леслав Мартин, Збигнев Шкарлат, Ежи Самсонович, Збигнев Симонюк; один из лидеров Сельской Солидарности Пётр Бартоще; члены Конфедерации независимой Польши Яцек Еж, Збигнев Токарчик; ксёндз Хонориуш Ковальский; исследователь Чернобыльской катастрофы Збигнев Волошин. Под давлением СБ покончили с собой активисты «Солидарности» Ежи Зеленьский и Казимеж Маевский. Все эти преступления формально остались нераскрыты. В 1983—1984 Цястонь участвовал в фабрикации ложной версии убийства Гжегожа Пшемыка, перекладывавшей ответственность с милиционеров на невиновных работников скорой помощи.
Генерал Цястонь занимал в отношении «Солидарности» непримиримо враждебную позицию. На встрече с представителями органов госбезопасности Варшавского договора в ноябре 1983 года в Софии он с торжеством заявлял о «подавлении попытки контрреволюции» и обещал «добиться полного уничтожения контрреволюционных сил». Выступая с ортодоксальных марксистско-ленинских позиций, Цястонь резко осуждал своих соотечественников за приверженность католицизму, западным ценностям, частной собственности, особенно на землю. Он пренебрежительно отзывался о польской культуре, с презрением говорил об интеллектуалах, «искусственно созданных Западом» — Чеславе Милоше, Анджее Вайде.
В 1983 Владиславу Цястоню были присвоено воинское звание генерала дивизии. Состоял в Центральной комиссии партийного контроля и Центральной контрольно-ревизионной комиссии ПОРП.

### Дело Попелушко и вторая отставка
В структуре СБ существовала Группа «D» IV департамента МВД ПНР. Это особое подразделение вело борьбу с польской Католической церковью, в том числе террористическими методами. 19 октября 1984 офицеры Группы «D» капитан Пиотровский, поручик Хмелевский и поручик Пенкала похитили и убили капеллана «Солидарности» ксендза Ежи Попелушко.
Высшие руководители ПОРП и ПНР — Войцех Ярузельский и Чеслав Кищак — воспользовались громким скандалом, чтобы устранить консервативный «партийный бетон», мешавший задуманным политическим манёврам. 23 октября убийцы Попелушко и их непосредственный начальник полковник Петрушка были арестованы, в декабре предстали перед судом и приговорены к длительным срокам заключения. Вскоре последовали отставки лидеров «бетона» — Мирослава Милевского, Стефана Ольшовского, Альбина Сивака. Богуслав Стахура был отстранён от должности в МВД и переведён на дипломатическую службу ещё в 1983.
8 декабря 1984 года был арестован и Владислав Цястонь. Ему предъявлялось обвинение в подстрекательстве к убийству Попелушко. Однако власти не решились осудить начальника госбезопасности как уголовного преступника. 23 декабря Цястонь был освобождён.
Тем не менее, служебные позиции Цястоня оказались необратимо подорваны. В 1986 году он был снят с руководства СБ (его сменил Генрик Данковский). На следующий год Цястонь оставил пост заместителя министра внутренних дел и направлен послом в Албанию.

## Судебное преследование
В 1990 году, после смены общественно-политического строя Польши, Владислав Цястонь был уволен с госслужбы. Вскоре он вместе с бывшим начальником IV департамента СБ Зеноном Платеком был привлечён к судебной ответственности по обвинению в убийстве Попелушко. Однако из-за формальной нехватки доказательной базы Платек и Цястонь были оправданы в 1994.
В 2002 году Цястонь вновь предстал перед судом — по вновь открывшимся обстоятельствам убийства Попелушко и по обвинению в пытках политзаключённых 1940-х годов. Прокуратура требовала для Цястоня двенадцати лет заключения. Однако процесс закончился аналогично первому: в 2004 Цястонь был оправдан из-за нехватки доказательств. Поэтому Цястонь считался юридически невиновным и при этом получал довольно высокую пенсию — 8 тысяч злотых.
Третий процесс Цястоня начался в 2012 году. Он был инициирован Институтом национальной памяти. Вместе с Цястонем был привлечён генерал СБ Юзеф Сасин (первоначально также бывший министр обороны ПНР Флориан Сивицкий, но он был быстро освобождён по состоянию здоровья).
На этот раз Цястонь обвинялся в жестоком обращении с принудительно изолированными при военном положении. Было установлено, что более трёхсот активистов «Солидарности», формально призванных на военные учения, в 1982—1983 годах на полигоне близ Хелмно содержались на морозе и привлекались к принудительному труду согласно директивам Цястоня. При этом отмечалось, что СБ использовала армию в своих целях идеологической «борьбы с экстремизмом».
Представленные доказательства суд счёл неопровержимыми. 22 февраля 2018 года 93-летний Владислав Цястонь и 84-летний Юзеф Сасин были приговорены к двум годам тюремного заключения.

## Смерть и похороны
Владислав Цястонь скончался в возрасте 96 лет (его смерть пришлась на 4 июня — польский День свободы и гражданских прав). Похоронен на варшавском кладбище Воинские Повонзки. Захоронение Цястоня на «кладбище стойких солдат и национальных героев» вызвало протесты антикоммунистической общественности.
От имени правительства и правящей партии Право и справедливость было заявлено, что кладбища находятся в ведении городских властей Варшавы. Однако пресс-служба столичной администрации отмежевалась от ответственности и попросила «не втягивать в эту тему». Уточнялось, что Цястонь похоронен в семейной могиле, на что не требуется специального разрешения.